# Либинь, Эдуард Антонович

Эдуард Либинь

Эдуа́рд Анто́нович Ли́бинь (Ли́биньш) (р. 1931) — советский волейболист, игрок сборной СССР (1955—1960). Чемпион мира 1960. Нападающий. Заслуженный мастер спорта СССР (1965).

## Биография
Выступал за команды: до 1961 — ДО/ОДО/ОСК/СКВО/СКА (Рига), с 1961 — СКИФ/«Радиотехник» (Рига). Серебряный призёр чемпионата СССР 1962. Победитель чемпионата дружественных армий 1959.
В сборной СССР в официальных соревнованиях выступал в 1955—1960 годах. В её составе: чемпион мира 1960, бронзовый призёр чемпионата Европы 1958, участник европейского первенства 1955.